# Безуглый, Иван Матвеевич
Иван Матвеевич Безуглый (1914—1999) — учёный в области радиометеорологии, лауреат Сталинской премии (1952).

## Биография
Родился 05.02.1914 (Донецкая обл., Славянский р-н, с. Маяки). Согласно юбилейным публикациям в Вестнике ЛГУ и некрологу, родился 22 ноября 1915 года.
После окончания Харьковского инженерно-гидрометеорологического института (1937) работал в Ашхабаде и в Севастополе. Член КПСС с 1940 г.
С 1941 по 1970 год на военной службе: военный инженер 3-го ранга, старший офицер, начальник отдела управления и заместитель начальника управления гидрометеорологической службы Беломорской военной флотилии. С 1946 г. — начальник отдела Главной морской обсерватории ВМФ, а с 1951 г. — начальник отдела, затем начальник управлении НИИ. По совместительству преподавал курс гидрометеорологии в Военно-морской академии на кафедре военной гидрографии и океанографии.
В 1948 году защитил кандидатскую диссертацию, в 1958 г. — докторскую, в 1960 г. утверждён в звании профессора. Инженер-полковник (1955).
В 1970 г. уволился с военной службы. После этого до последних дней работал на географическом факультете Ленинградского университета, профессор кафедры климатологии.
Похоронен на кладбище Памяти жертв 9 января.

## Научные труды
- Морская гидрометеорология [Текст] / Н. И. Егоров, И. М. Безуглый, В. А. Снежинский ; Ред. В. А. Снежинский. — Ленинград : [б. и.], 1962. — 524 с., 1 л. табл. : ил., карт.; 26 см. — (Курс кораблевождения; Т. 6).

## Награды и звания
- Сталинская премия 3 степени (1952);
- Орден Отечественной войны 2 степени (06.04.1985);
- Два ордена Красной Звезды (05.11.1945, 30.12.1956);
- Медали, в том числе:
  - Медаль «За боевые заслуги» (27.12.1951);
  - Медаль «За оборону Советского Заполярья»;
  - Медаль «За победу над Германией».